# 五十戸
五十戸（さと、ごじっこ）は、7世紀中頃から後半の日本にあった地方統治の組織で、評の下、戸の上にあった。50の戸をまとめたもので、その長を五十戸造といった。683年頃に里に改称した。

## 文献史料と木簡

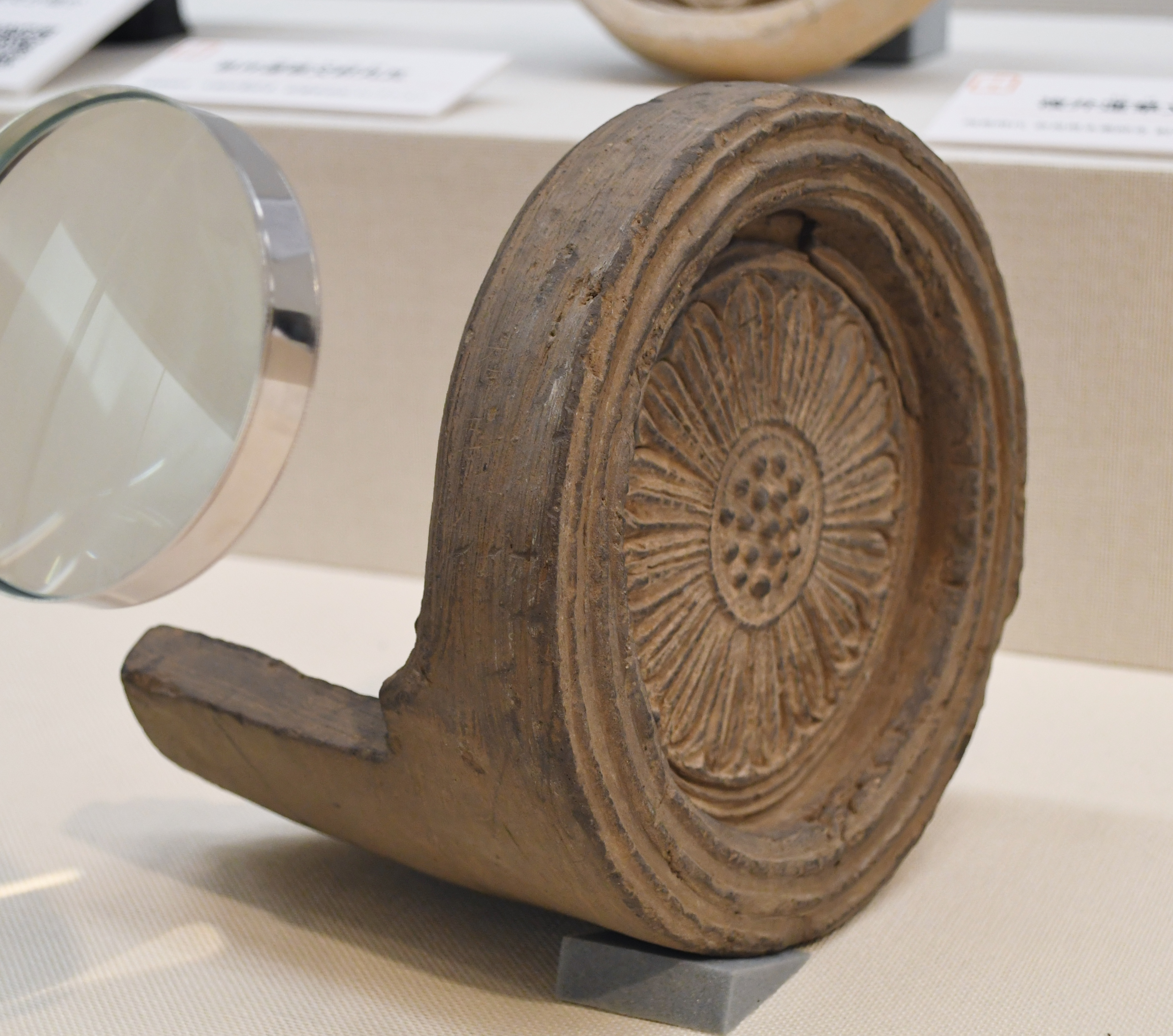
「大伴五十戸」銘軒丸瓦

『日本書紀』によれば、孝徳天皇が大化2年（646年）1月1日に出した大化改新の詔には、五十戸を一里とし、里に里長(後の郷長)を置くとあった。また、従来三十戸から一人出していた仕丁を五十戸から一人にするともある。これらの五十戸は五十の戸という意味で、組織単位としての五十戸は『日本書紀』を通じて見えない。詔の文は後の養老律令の文と似通っており、書紀の編者が引き写した可能性が高い。書紀には過去のことを編纂当時の用語で書いた箇所が他にもあり、ここも五十戸と書かれるべきところを里に改めたのである。
『万葉集』には五十戸と書いて「さと」と読ませる箇所が3つある。五十戸、五十戸長とあるほか、山上憶良の貧窮問答歌に「五十戸良」とあるのが「さとおさ」、すなわち里長とされる。五十戸が廃止され里があった時代に書かれたもので、前代の制度が文学に残したあとである。
五十戸制を発見させ、確証したのは1970年代以降に多数出土した木簡であった。主に都に貢進物を送り出すときの負担者・差出者を記す所に五十戸があり、評の後、人名の前に位置している。後の時代に評・郡の後、人名の前に位置するのは里であり、木簡では五十戸と里が時期的に明確に分かれることから、五十戸が里の前身であることが確証された。

## 編成と役割
五十戸制の時代には、複数の五十戸をまとめて評を置き、複数の評をまとめて国（令制国）を置いた。
五十戸は、その後身である里と同じく、人間集団である戸を五十まとめて指定したもので、原理的には地区ではなく人間集団である。行政の便宜のために五十という数で区切って作り出したものである。しかし戸についても行政が戸籍編製のために人工的に割り振って作ったものではないのではという疑いがあり、戸を五十集めて人工的に五十戸・里を作り出すのと、五十戸・里を五十に分けて人工的に戸を作り出すのと、両方があり得たようである。
古代の日本には村・邑と書いてムラと読んだものがあり、行政の認定なしに存在した自然村落であった。加えて、郷・里と書いてサトと読んだものの中にも行政上の郷・里と異なる自然村落があったようである。五十戸と書いて無理矢理サトと読ませた背景にも、五十戸での分け方と重なったり異なったりする地元のサトの存在が考えられる。
出土した荷札木簡の差し出し部分には、評と五十戸が書いてあるものと、評・五十戸に続けて人名が書いてあるものがあり、後の郡・里と基本的に同じである。五十戸の役割は、律令制の里と同じく、行政の末端にあって徴税と労役の徴発を行うことにあった。

## 五十戸の設置時期
孝徳天皇・斉明天皇時代の「五十戸」木簡は見つかっていない。五十戸が記された最古の資料は、飛鳥京跡から出た木簡と、法隆寺の幡に書かれた文である。木簡には「白髪部五十戸」と書かれており、その年代は、同時出土の木簡に書かれた冠位大花下の使用期間にあてはめ、大化5年（649年）から天智天皇3年（664年）までと推定される。幡には「癸亥年山部五十戸婦」などと書かれ、癸亥年は天智天皇2年（663年）とされる。
重要なのは最古の戸籍である庚午年籍（天智天皇9年・670年）より前に五十戸があったことである。戸を数えて何かを編成するという改革を史料に探し求めると、庚午年籍の前には大化改新詔の「五十戸で一里」「仕丁は三十戸でなく五十戸」が見つかる。大化改新詔の五十戸一里については、五十戸木簡の発見前から史実性について議論が交わされてきたが、引用された詔の文が実際に発布されたものでなく、書紀編者の作文であることには異論がない。その意味で改新詔の大化2年元旦という日付を五十戸制の始期として重視する研究者はいない。詔文の背後に現実の改革の存在を認める学者は、大化改新詔は孝徳天皇の代に五十戸単位の編成が作られた、つまり五十戸が設置されたことを表すものだと考える。改新詔を重視しない場合も、評の設置が孝徳天皇の代になされたことは間違いないので、その下にある五十戸もそれとおおよそ同時に設けられたと考え、孝徳天皇の時代に五十戸が置かれたと推定する。
結論として、五十戸の始期は、資料で確認できる上限としては663年頃の天智天皇の時代であり、学説としては孝徳天皇の時代 （646年から654年）と推測されている。

## 部民制と初期の五十戸
初期の五十戸の実態については、部民制との関係で見方が分かれており、そこには律令的な諸制度の形成期として孝徳天皇から天智天皇の時代を重視するか、天武天皇・持統天皇の時代を重視するかという広い学説上の対立が横たわっている。
五十戸木簡が発見された1970年代から、初期の五十戸が前の制度である部民制を元に作られ、部を単位にして編成されたとする学説が行われてきた。同じ部に属する人がまとまって属し、領域的にはまとまらず、分散と入り組みがある五十戸である。最古の五十戸が山部五十戸・白髪部五十戸という「部」がついた名であることがその根拠である。発掘でみつかる評の役所が後期のものばかりで、初期の評の機能が弱いと推測されることも傍証である。そこで、孝徳朝から天智朝の評・五十戸は部民制を引きずるものと考え、部民制を払拭したのは天武・持統朝、中でも重要な時点は天武天皇4年（675年）の部曲廃止とする。
しかし2002年に奈良県の石神遺跡で乙丑年（天智天皇4年・665年）の大山五十戸造と書かれた木簡が出ると、部民制の継承を否定する見方が強まってきた。後の律令制の里・郷は部民制の組織と関係したものではないが、郷・里の名には部がついたものとついていないもの両方がある。天智朝に「部」がついた五十戸しかないなら部民制とのつながりの論拠になるが、両方があるなら後代と同じだから、部民制の継承を表す証拠にはならない。部の名がその居住地の地名になり、地名が五十戸の名になったのかもしれない。また五十戸と人名が同時に見える木簡では、部の名を持つ五十戸の下にその部の人が属すという傾向が見られず、別の部の人が属していたり、地名の五十戸に部の姓を持つ人名が属す例が多々存在する。このようにみると、部民制的五十戸について積極的証拠として挙げられる材料はなくなってしまう。部民制の継承を否定する立場からは、初期の五十戸も後のものと同じで、旧来の部集団と関わりなく隣り合う戸をまとめて作った領域的制度であったことになる。

## 五十戸から里・郷へ
出土木簡の中に里が初めて現れるのは天武天皇12年（683年）三野大野評阿漏里（美濃国大野郡）で、その後しばらく五十戸と里が併用され、荷札に五十戸が最後に現れるのは持統天皇元年（687年）である。
五十戸から里への改称には、編纂中の飛鳥浄御原令の先行的施行や、国（令制国）の境の確定事業との関係が指摘される。制度改革をともなわない表記だけの改定だったらしい。
里は大宝元年（701年）の大宝律令による国郡（評を改称）里制へ引き継がれたが、霊亀三年（717年）里を郷とし、郷をさらに細分して2、3の里（コザト）を設けて郷長・里正を置き、国・郡・郷・里の四段階にした。いわゆる郷里制である。しかし天平12年（740）里が廃止され、オオザトは郷の表記のままで、国郡郷制となって後世まで続いた。五十戸・里ともに断片的に名が残ったものが知られるだけで、全国の一覧はないが、郷は平安時代の『倭名類聚抄』（和名抄）にすべてがおさめられている。計測対象により数値の違いがあるが、知られる五十戸のうち、約3分の2は和名抄の郷に引き継がれた。里の残存率と比べて違いはないので、五十戸と里の間に改名・分合などの大きな編成替えはなかったと推測される。